# Pseudonirmus gurlti
Pseudonirmus gurlti är en insektsart som först beskrevs av Taschenberg 1882.  Pseudonirmus gurlti ingår i släktet Pseudonirmus och familjen fjäderlöss. Inga underarter finns listade i Catalogue of Life.